# Jean-Louis Jagueneau
Jean-Louis Jagueneau (Parigi, 1º agosto 1943 – Parigi, 25 giugno 2019) è stato un ciclista su strada francese, professionista dal 1966 al 1969.

## Carriera
Ha vinto diversi titoli regionali nel Poitou, una tappa della Route de France e una tappa del Circuit de la Sarthe. Nel 1965 è stato anche selezionato per la squadra dilettantistica francese per partecipare al Giro di Bulgaria, dove si è classificato tredicesimo.
Nel 1967, alla Parigi-Nizza cadde nello sprint finale della prima tappa, e si è rotto la clavicola, ritirandosi.  Alla fine del 1969 terminò la sua carriera

## Palmarès

### Strada
- 1965

3ª tappa Circuit de la Sartre
- 1969

Nantes la Rochelle